# Red Tour
Red Tour fue la tercera gira de la cantante y compositora estadounidense Taylor Swift para promover su cuarto álbum de estudio Red. Comenzó el 13 de marzo de 2013 en Estados Unidos y culminó el 12 de junio de 2014 en Singapur.

## Antecedentes
El 25 de octubre de 2012, Swift publicó en su página oficial las fechas de las presentaciones de su gira mundial, con la finalidad de promocionar su cuarto álbum de estudio, Red. Al día siguiente, la intérprete anunció la gira públicamente durante el programa All Access Nashville with Katie Couric. La gira inició el 13 de marzo de 2013 en Omaha, Estados Unidos, y finalizó el 14 de diciembre del mismo año en Melbourne, Australia. Contó con ochenta y seis presentaciones en doce países distintos, y tuvo como invitado especial al cantante británico Ed Sheeran. Las entradas para el tour se empezaron a vender el 16 de noviembre de 2012, y ese mismo día se agotaron catorce fechas en menos de veinticinco minutos para estadios y arenas en diversas zonas de los Estados Unidos. Debido a la alta demanda de la gira, se agregaron cuatro presentaciones más en Toronto, Foxborough y Los Ángeles para las fechas del 14 de junio, 26 de julio y 23 y 24 de agosto, respectivamente. En una entrevista con la revista Billboard, le preguntaron a Swift sobre sus expectativas para la gira, a lo que respondió:

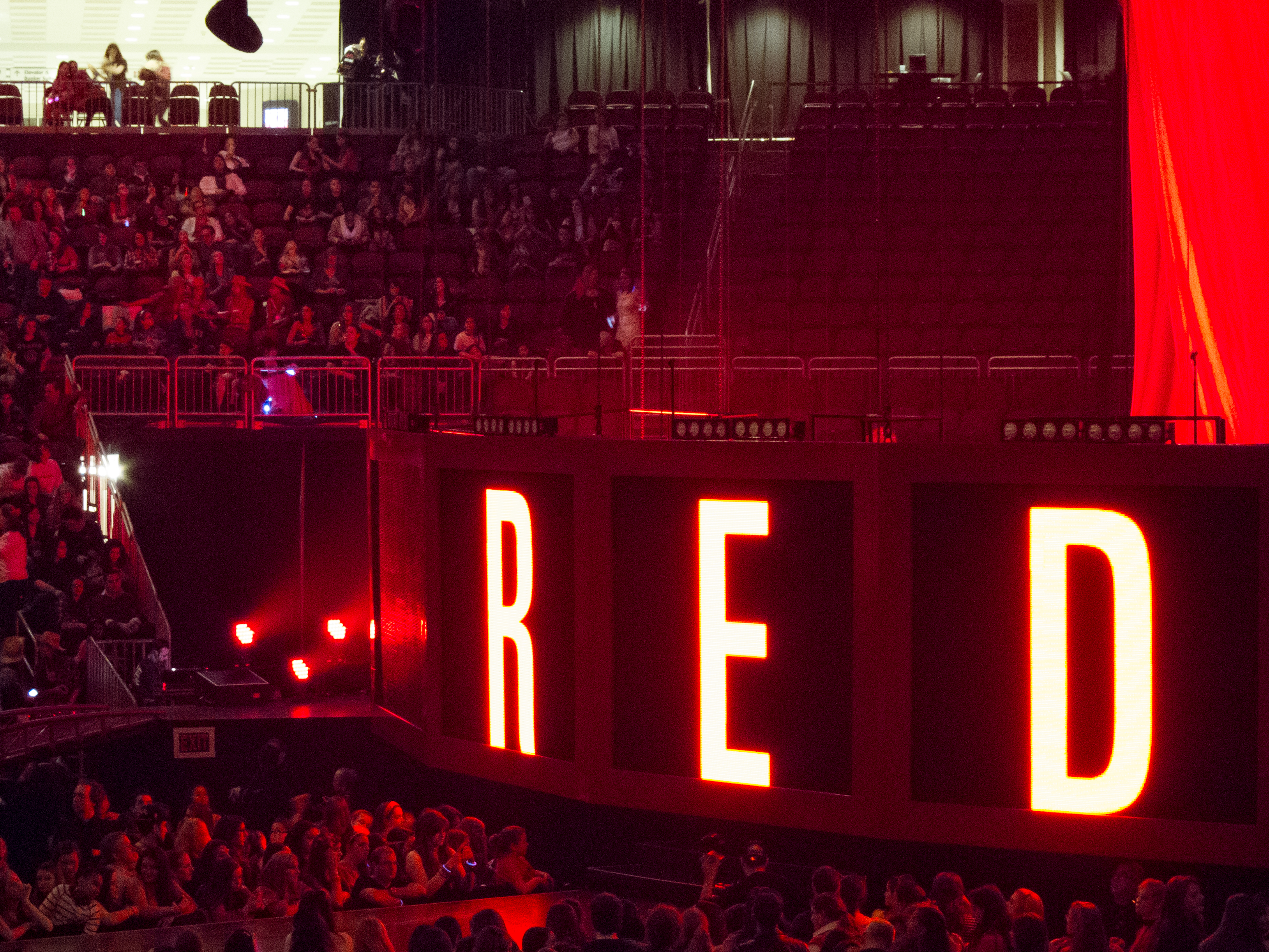
Escenario de la gira

«Sé que va a ser teatral, pero diferente al Speak Now Tour. Este se sintió como si hiciéramos una obra todas las noches. [En cuanto al material] me gusta cuando voy a un concierto y los artistas respetan cuáles son las canciones favoritas de las personas. Voy a tocar "Love Story" por el resto de mi carrera porque a los admiradores realmente les gusta. Si alguna vez me canso de ella, voy a continuar tocándola en mis shows. Como un artista, tienes que recordar tus experiencias como un admirador. Y como un admirador tú oíste la canción en tu habitación, la reprodujiste una y otra vez, sabes dónde está la parte del violín,  sabes dónde está la parte del banjo y te gusta la forma en la que se canta en la canción. No me veo a mí misma alterando el sonido de mis anteriores trabajos en vivo porque la gente quiere escucharlos de la forma en que la oyeron en el disco. No necesito hacer una versión jazz de "Tim McGraw". Dicho esto, hemos hecho algunos divertidos mash up. A veces es divertido entrelazar la canción de alguien más en tu canción como una sorpresa. Siempre estoy equilibrando — Cuánto nuevo material quiere oír la gente, cuánto material viejo — y al final del día estoy tratando de montar un espectáculo que represente exactamente donde estoy ahora».

Posteriormente, dijo que la gira sería «más madura» en cuanto a los efectos visuales, en comparación con sus predecesoras, y añadió que: «Creo que en mis anteriores álbumes y en mis giras previas me había gustado trabajar en el elemento de fantasía y creo que esta gira va a incorporar un poco más de realidad en lo visual, lo cual es bueno».

## Teloneros
Actos de apertura
- Austin Mahone (14, 15, 22 y 29 de junio y 6, 13 y 19 de julio).[6]
- Brett Eldredge (catorce fechas).[7]
- Casey James (catorce fechas).[7]
- Miguel Jasso (once fechas).[7]
- Florida Georgia Line (ocho fechas).[7]

## Repertorio
La siguiente lista representa el concierto otorgado el 27 de marzo de 2013. No representa el repertorio de cada concierto durante la gira.
1. «State of Grace»
2. «Holy Ground»
3. «Red»
4. «You Belong with Me»
5. «The Lucky One»
6. «Mean»
7. «Stay Stay Stay»
8. «22»
9. «Starlight»
10. «Everything Has Changed»
11. «Begin Again»
12. «Sparks Fly»
13. «I Knew You Were Trouble»
14. «All Too Well»
15. «Love Story»
16. «Treacherous»
17. «We Are Never Ever Getting Back Together

| Invitados especiales |
| --- |
| Los siguientes artistas fueron invitados a interpretar temas junto a Swift: - Nelly (19 de marzo de 2013) — interpretando «Hey Porsche» junto a Swift. - Neon Trees (28 de marzo de 2013) — interpretando «Everybody Talks» junto a Swift. - Train (29 de marzo de 2013) — interpretando «Drive By» junto a Swift. - Cher Lloyd (20 de agosto de 2013) — interpretando «Want U Back» junto a Swift. - Tegan & Sara (20 de agosto de 2013) — interpretando «Closer» junto a Swift. - Ellie Goulding (23 de agosto de 2013) — interpretando «Anything Could Happen» Junto a Swift. - Jennifer Lopez (24 de agosto de 2013) — interpretando «Jenny from the Block» junto a Swift. - Luke Bryan (19 de septiembre de 2013) — interpretando «I Don’t Want This Night to End» junto a Swift. - Rascal Flatts (20 de septiembre de 2013) — interpretando «What Hurts The Most» junto a Swift. - Hunter Hayes (21 de septiembre de 2013) – interpretando «I Want Crazy» junto a Swift. - Ed Sheeran (1 de febrero de 2014) – interpretando «Lego House» junto a Swift. - Sam Smith (2 de febrero de 2014) – interpretando «Money on My Mind» junto a Swift. - Danny O'Donoghue de The Script (4 de febrero de 2014) – interpretando «Breakeven» junto a Swift. - Ed Sheeran (7 de febrero de 2014) – interpretando «I See Fire» junto a Swift. - Emeli Sandé (10 de febrero de 2014) – interpretando «Next to Me» junto a Swift. - Ellie Goulding (11 de febrero de 2014) – interpretando «Burn» junto a Swift. |

## Fechas
| Fecha                    | Ciudad           | País           | Recinto                   | Asistencia                   | Recaudación  |
| Norteamérica             | Norteamérica     | Norteamérica   | Norteamérica              | Norteamérica                 | Norteamérica |
| ------------------------ | ---------------- | -------------- | ------------------------- | ---------------------------- | ------------ |
| 13 de marzo de 2013      | Omaha            | Estados Unidos | CenturyLink Center        | 27,877 / 27,877              | $2,243,164   |
| 14 de marzo de 2013      | Omaha            | Estados Unidos | CenturyLink Center        | 27,877 / 27,877              | $2,243,164   |
| 18 de marzo de 2013      | Saint Louis      | Estados Unidos | Scottrade Center          | 28,582 / 28,582              | $2,346,203   |
| 19 de marzo de 2013      | Saint Louis      | Estados Unidos | Scottrade Center          | 28,582 / 28,582              | $2,346,203   |
| 22 de marzo de 2013      | Charlotte        | Estados Unidos | Time Warner Cable Arena   | 14,686 / 14,686              | $1,162,733   |
| 23 de marzo de 2013      | Columbia         | Estados Unidos | Colonial Life Arena       | 12,490 / 12,490              | $996,114     |
| 27 de marzo de 2013      | Newark           | Estados Unidos | Prudential Center         | 38,065 / 38,065              | $3,565,317   |
| 28 de marzo de 2013      | Newark           | Estados Unidos | Prudential Center         | 38,065 / 38,065              | $3,565,317   |
| 29 de marzo de 2013      | Newark           | Estados Unidos | Prudential Center         | 38,065 / 38,065              | $3,565,317   |
| 10 de abril de 2013      | Miami            | Estados Unidos | American Airlines Arena   | 12,808 / 12,808              | $1,010,175   |
| 11 de abril de 2013      | Orlando          | Estados Unidos | Amway Arena               | 25,617 / 25,617              | $2,054,128   |
| 12 de abril de 2013      | Orlando          | Estados Unidos | Amway Arena               | 25,617 / 25,617              | $2,054,128   |
| 18 de abril de 2013      | Atlanta          | Estados Unidos | Philips Arena             | 25,471 / 25,471              | $2,048,023   |
| 19 de abril de 2013      | Atlanta          | Estados Unidos | Philips Arena             | 25,471 / 25,471              | $2,048,023   |
| 20 de abril de 2013      | Tampa            | Estados Unidos | Tampa Bay Times Forum     | 14,080 / 14,080              | $1,132,095   |
| 25 de abril de 2013      | Cleveland        | Estados Unidos | Quicken Loans Arena       | 15,336 / 15,336              | $1,247,605   |
| 26 de abril de 2013      | Indianápolis     | Estados Unidos | Bankers Life Fieldhouse   | 13,573 / 13,573              | $1,082,042   |
| 27 de abril de 2013      | Lexington        | Estados Unidos | Rupp Arena                | 17,003 / 17,003              | $1,342,699   |
| 4 de mayo de 2013        | Detroit          | Estados Unidos | Ford Field                | 48,265 / 48,265              | $3,969,059   |
| 7 de mayo de 2013        | Louisville       | Estados Unidos | KFC Yum! Center           | 15,135 / 15,135              | $1,246,491   |
| 8 de mayo de 2013        | Columbus         | Estados Unidos | Nationwide Arena          | 14,267 / 14,267              | $1,155,170   |
| 11 de mayo de 2013       | Washington D. C. | Estados Unidos | Verizon Center            | 27,619 / 27,619              | $2,489,205   |
| 12 de mayo de 2013       | Washington D. C. | Estados Unidos | Verizon Center            | 27,619 / 27,619              | $2,489,205   |
| 16 de mayo de 2013       | Houston          | Estados Unidos | Toyota Center             | 12,467 / 12,467              | $961,422     |
| 21 de mayo de 2013       | Austin           | Estados Unidos | Frank Erwin Center        | 11,916 / 11,916              | $935,631     |
| 22 de mayo de 2013       | San Antonio      | Estados Unidos | AT&T Center               | 13,974 / 13,974              | $1,105,253   |
| 25 de mayo de 2013       | Arlington        | Estados Unidos | Cowboys Stadium           | 53,020 / 53,020              | $4,589,266   |
| 28 de mayo de 2013       | Glendale         | Estados Unidos | Jobing.com Arena          | 26,705 / 26,705              | $2,239,370   |
| 29 de mayo de 2013       | Glendale         | Estados Unidos | Jobing.com Arena          | 26,705 / 26,705              | $2,239,370   |
| 1 de junio de 2013       | Salt Lake City   | Estados Unidos | EnergySolutions Arena     | 14,007 / 14,007              | $1,139,360   |
| 2 de junio de 2013       | Denver           | Estados Unidos | Pepsi Center              | 13,489 / 13,489              | $1,076,069   |
| 14 de junio de 2013      | Toronto          | Canadá         | Rogers Center             | 87,627 / 87,627              | $7,863,310   |
| 15 de junio de 2013      | Toronto          | Canadá         | Rogers Center             | 87,627 / 87,627              | $7,863,310   |
| 22 de junio de 2013      | Winnipeg         | Canadá         | Investors Group Field     | 33,061 / 33,061              | $3,175,430   |
| 25 de junio de 2013      | Edmonton         | Canadá         | Rexall Place              | 25,663 / 25,663              | $2,379,870   |
| 26 de junio de 2013      | Edmonton         | Canadá         | Rexall Place              | 25,663 / 25,663              | $2,379,870   |
| 29 de junio de 2013      | Vancouver        | Canadá         | BC Place Stadium          | 41,142 / 41,142              | $3,974,410   |
| 6 de julio de 2013       | Pittsburgh       | Estados Unidos | Heinz Field               | 56,047 / 56,047              | $4,718,518   |
| 13 de julio de 2013      | East Rutherford  | Estados Unidos | MetLife Stadium           | 52,399 / 52,399              | $4,670,011   |
| 19 de julio de 2013      | Filadelfia       | Estados Unidos | Lincoln FInancial Field   | 101,277 / 101,277            | $8,822,335   |
| 20 de julio de 2013      | Filadelfia       | Estados Unidos | Lincoln FInancial Field   | 101,277 / 101,277            | $8,822,335   |
| 26 de julio de 2013      | Foxborough       | Estados Unidos | Gillette Stadium          | 110,712 / 110,712            | $9,464,063   |
| 27 de julio de 2013      | Foxborough       | Estados Unidos | Gillette Stadium          | 110,712 / 110,712            | $9,464,063   |
| 1 de agosto de 2013      | Des Moines       | Estados Unidos | Wells Fargo Arena         | 13,368 / 13,368              | $1,075,576   |
| 2 de agosto de 2013      | Kansas City      | Estados Unidos | Sprint Center             | 26,412 / 26,412              | $2,093,172   |
| 3 de agosto de 2013      | Kansas City      | Estados Unidos | Sprint Center             | 26,412 / 26,412              | $2,093,172   |
| 6 de agosto de 2013      | Wichita          | Estados Unidos | Intrust Bank Arena        | 12,231 / 12,231              | $983,882     |
| 7 de agosto de 2013      | Tulsa            | Estados Unidos | BOK Center                | 10,949 / 10,949              | $868,955     |
| 10 de agosto de 2013     | Chicago          | Estados Unidos | Soldier Field             | 50,809 / 50,809              | $4,149,148   |
| 15 de agosto de 2013     | San Diego        | Estados Unidos | Valley View Casino Center | 10,872 / 10,872              | $948,541     |
| 19 de agosto de 2013     | Los Ángeles      | Estados Unidos | Staples Center            | 55,829 / 55,829              | $4,734,463   |
| 20 de agosto de 2013     | Los Ángeles      | Estados Unidos | Staples Center            | 55,829 / 55,829              | $4,734,463   |
| 23 de agosto de 2013     | Los Ángeles      | Estados Unidos | Staples Center            | 55,829 / 55,829              | $4,734,463   |
| 24 de agosto de 2013     | Los Ángeles      | Estados Unidos | Staples Center            | 55,829 / 55,829              | $4,734,463   |
| 27 de agosto de 2013     | Sacramento       | Estados Unidos | Sleep Train Arena         | 12,795 / 12,795              | $1,138,103   |
| 30 de agosto de 2013     | Portland         | Estados Unidos | Rose Garden Arena         | 13,952 / 13,952              | $1,084,760   |
| 31 de agosto de 2013     | Tacoma           | Estados Unidos | Tacoma Dome               | 20,348 / 20,348              | $1,584,049   |
| 6 de septiembre de 2013  | Fargo            | Estados Unidos | Fargodome                 | 21,073 / 21,073              | $1,661,578   |
| 7 de septiembre de 2013  | Saint Paul       | Estados Unidos | Xcel Energy Center        | 28,920 / 28,920              | $2,320,937   |
| 8 de septiembre de 2013  | Saint Paul       | Estados Unidos | Xcel Energy Center        | 28,920 / 28,920              | $2,320,937   |
| 12 de septiembre de 2013 | Greensboro       | Estados Unidos | Greensboro Coliseum       | 13,650 / 13,650              | $1,109,253   |
| 13 de septiembre de 2013 | Raleigh          | Estados Unidos | PNC Arena                 | 13,941 / 13,941              | $1,088,612   |
| 14 de septiembre de 2013 | Charlottesville  | Estados Unidos | John Paul Jones Arena     | 12,689 / 12,689              | $997,216     |
| 19 de septiembre de 2013 | Nashville        | Estados Unidos | Bridgestone Arena         | 41,292 / 41,292              | $3,336,545   |
| 20 de septiembre de 2013 | Nashville        | Estados Unidos | Bridgestone Arena         | 41,292 / 41,292              | $3,336,545   |
| 21 de septiembre de 2013 | Nashville        | Estados Unidos | Bridgestone Arena         | 41,292 / 41,292              | $3,336,545   |
| Oceanía                  |                  |                |                           |                              |              |
| 29 de noviembre de 2013  | Auckland         | Nueva Zelanda  | Vector Arena              | 30,799 / 30,799              | $3,100,290   |
| 30 de noviembre de 2013  | Auckland         | Nueva Zelanda  | Vector Arena              | 30,799 / 30,799              | $3,100,290   |
| 1 de diciembre de 2013   | Auckland         | Nueva Zelanda  | Vector Arena              | 30,799 / 30,799              | $3,100,290   |
| 4 de diciembre de 2013   | Sídney           | Australia      | Allianz Stadium           | 40,930 / 40,930              | $4,096,060   |
| 7 de diciembre de 2013   | Brisbane         | Australia      | Suncorp Stadium           | 38,907 / 38,907              | $3,895,810   |
| 11 de diciembre de 2013  | Perth            | Australia      | NIB Stadium               | 21,827 / 21,827              | $2,364,080   |
| 14 de diciembre de 2013  | Melbourne        | Australia      | Etihad Stadium            | 47,257 / 47,257              | $4,547,250   |
| Europa                   |                  |                |                           |                              |              |
| 1 de febrero de 2014     | Londres          | Reino Unido    | O2 Arena                  | 74,740 / 74,740              | $5,829,240   |
| 2 de febrero de 2014     | Londres          | Reino Unido    | O2 Arena                  | 74,740 / 74,740              | $5,829,240   |
| 4 de febrero de 2014     | Londres          | Reino Unido    | O2 Arena                  | 74,740 / 74,740              | $5,829,240   |
| 7 de febrero de 2014     | Berlín           | Alemania       | O2 World                  | 10,350 / 10,350              | $755,006     |
| 10 de febrero de 2014    | Londres          | Reino Unido    | O2 Arena                  | [ n. 1 ]                     | [ n. 1 ]     |
| 11 de febrero de 2014    | Londres          | Reino Unido    | O2 Arena                  | [ n. 1 ]                     | [ n. 1 ]     |
| Asia                     |                  |                |                           |                              |              |
| 30 de mayo de 2014       | Shanghái         | China          | Mercedes-Benz Arena       | 12,793 / 12,793              | $1,864,934   |
| 1 de junio de 2014       | Tokio            | Japón          | Saitama Super Arena       | 20,046 / 20,046              | $1,837,147   |
| 4 de junio de 2014       | Yakarta          | Indonesia      | MEIS                      | 8,130 / 8,130                | $1,481,473   |
| 6 de junio de 2014       | Manila           | Filipinas      | Mall of Asia Arena        | 9,775 / 9,775                | $1,511,662   |
| 9 de junio de 2014       | Singapur         | Singapur       | Singapore Indoor Stadium  | 16,344 / 16,344              | $2,524,080   |
| 11 de junio de 2014      | Kuala Lumpur     | Malasia        | Putra Indoor Stadium      | 7,525 / 7,525                | $998,608     |
| 12 de junio de 2014      | Singapur         | Singapur       | Singapore Indoor Stadium  | [ n. 2 ]                     | [ n. 2 ]     |
| Total                    | Total            | Total          | Total                     | 1,702,933 / 1,702,933 (100%) | $150,184,971 |

## Cancelaciones y reprogramación de shows
| 9 de junio de 2014 | Bangkok, Tailandia | Impact Arena | Cancelado debido al Golpe de Estado en Tailandia de 2014. |